# Itaitubana
Itaitubana là một chi bọ cánh cứng trong họ Chrysomelidae.
Chi này được miêu tả khoa học năm 1963 bởi Bechyne.

## Các loài
Các loài trong chi này gồm:
- Itaitubana alternata (Jacoby, 1886)
- Itaitubana conjuncta (Bowditch, 1923)
- Itaitubana elegans (Bowditch, 1923)
- Itaitubana illigata (Erichson, 1847)
- Itaitubana lineatipennis (Jacoby, 1886)
- Itaitubana peruviana (Bowditch, 1923)
- Itaitubana spinipennis (Bowditch, 1923)
- Itaitubana univittata (Bowditch, 1923)
- Itaitubana vittata (Bowditch, 1923)